# العربية البريطانية للمروحيات
الشركة العربية البريطانية للمروحيات إحدى الشركات التابعة للهيئة العربية للتصنيع (AOI)، وهي مشروع مشترك بين مصر وبريطانيا وإيطاليا، يقوم بتصنيع مروحية ويستلاند غازيل بموجب ترخيص في مصر. تسيطر أغستاوستلاند على نصف المشروع. ويقع المصنع في حلوان على بعد 18 ميل جنوب القاهرة. وفي وقت لاحق تم تصنيع طائرات هليكوبتر ويستلاند لينكس ومحركات رولز رويس جيم بموجب ترخيص.